# Зациклювання кольору
Зациклювання кольору або циклічне переміщення кольорів ― техніка, що використовується в комп’ютерній графіці, коли кольори змінюються з метою створення анімації. 
Цей прийом в основному використовувався в ранніх відеоіграх, оскільки для зберігання одного зображення та зміни його палітри потрібно менше пам'яті та потужності процесора, ніж для зберігання анімації у вигляді декількох кадрів.

## Використання

Зациклювання кольору

- Екран завантаження Windows 9x використовував колірний цикл для забезпечення анімації.
- Заставка 3D-лабіринт, що входить до попередніх версій Windows, використовувала колірний цикл для анімації чотирьох наявних фрактальних текстур.
- Відеогра Boing Ball для Amiga переміщувала шаховий малюнок кулі між червоним і білим, щоб створити ілюзію обертання кулі. Таку саму техніку використовувала Sonic the Hedgehog 3 на Sega Genesis на своїх бонусних етапах із обертовою сферою.
- SimCity 2000 широко використовувала цю техніку: анімація кожної будівлі була унікальною завдяки колірному циклу. Це використовувалося для створення таких ефектів, як миготливі вогні, рух автомобілів дорогами, і навіть чотири кадри анімації, що відображаються на крихітному екрані фільму в заїздному театрі.
- У багатьох пригодницьких іграх використовували колірний цикл, щоб імітувати рухому воду, лаву та подібні ефекти.
- Mickey Mania, що працювала на Sega Genesis, використовувала колірний цикл для імітації руху землі в псевдо-3D-розрізі. [1]

## Зовнішні посилання
- Галерея із кольоровими циклічними ефектами HTML 5 [Архівовано 13 липня 2021 у Wayback Machine.]
- Галерея із кольоровими ефектами циклічності HTML5 з додатковими функціями [Архівовано 24 липня 2021 у Wayback Machine.]